# 피에르 드 쿠베르탱
샤를 피에르 드 프레디, 바롱 드 쿠베르탱(프랑스어: Charles Pierre de Frédy, Baron de Coubertin, 프랑스어 발음: [ʃaʁl pjɛʁ də fʁedi baʁɔ̃ də kubɛʁtɛ̃]; 1863년 1월 1일 ~ 1937년 9월 2일)은 프랑스의 교육자·근대 올림픽 경기의 창시자이다. 태명은 피에르 드 프레디(프랑스어: Pierre de Frédy)이며 피에르 드 쿠베르탱(프랑스어: Pierre de Coubertin), 쿠베르탱 남작(프랑스어: Baron de Coubertin)으로도 알려져 있다.
보불 전쟁이 일어날 무렵 교육 혁신의 뜻을 품고 영국과 미국에서 유학하던 중 스포츠가 청소년의 인간 형성에 큰 영향을 미친다는 것을 절실히 느꼈다. 그즈음 독일 고고학자에 의한 올림피아 유적의 발굴이 성공하자, 고대 올림픽 대회의 전모가 드러나게 되었다. 그는 이 대회를 부활시켜 여러 나라 청년들을 올림픽으로 묶어 세계 평화에 이바지하도록 하겠다고 생각하였다. 1892년 그의 의견을 널리 발표하고, 1894년 국제 올림픽 위원회를 조직하여 그 위원장이 되었다. 그리하여 제1회 올림픽 대회를 1896년 역사적으로 유서 깊은 그리스의 아테네에서 개최하였다.
이어 그는 국제 교육학 협회를 조직하였으며, 종신 명예 회장으로 추대되었다. 저서로 〈영국의 교육〉, 〈스포츠 교육학론〉, 〈올림픽 회상록〉, 〈스포츠 심리학〉, 〈공리적 체조〉 등이 있다.

## 어린 시절
쿠베르탱은 1863년 파리에서 귀족이자 예술가이며 1865년 자신이 만든 예술 작품들로 레지옹 도뇌르 훈장을 받았던 샤를 루이 드 프레디, 바롱 드 쿠베르탱과 아가트 마리마르셀 지고 드 크리스누아(프랑스어: Agathe Marie–Marcelle Gigault de Crisenoy) 사이에서 '피에르 드 프레디(프랑스어: Pierre de Frédy)'라는 이름으로 태어났다. 그는 샤를과 아가트의 4번째 아이였으며 자신의 가족이 비롯된 노르망디 르아브르 근처에서 자신의 많은 여름을 보냈다. 화가인 부친과 음악가인 모친은 고귀한 정신과 함께 자식들을 키우는 데 노력하고, 어린 피에르를 교육의 중요성에 주입시켰다.
쿠베르탱은 자신을 위하여 자신의 가족에 의하여 계획된 군사 혹은 정치 경력을 거부하였다. 대신 그는 교육과 자신을 연루시켜 프랑스의 교육 제도를 소생시키는 결심을 이루었다. 그는 교육이 사회의 미래로 요소였던 것을 믿었다.

## 교육인
쿠베르탱은 활동적인 스포츠맨이었고, 권투, 펜싱, 승마, 럭비와 조정을 포함한 몇몇의 다른 스포츠를 실습하였다. 그는 스포츠가 인간 성격의 개발을 위한 주요 포인트이자 도덕적 활동력을 개발하는 운동 정신을 통한 것이라고 믿었다. 그러므로 그는 스포츠를 젊은이들의 개인적 개발의 중요한 일부로 보았고, 프랑스를 위한 일반 교육 전략의 핵심 부분으로 여겼다.
그는 자신이 체육을 학교 활동의 구성 요소로서 목격한 독일, 영국과 미국의 대학들 방문에 의하여 영감을 받았다. 그는 특히 럭비를 좋아하여 1892년 3월 20일 라싱 92와 스타드 프랑세 럭비팀 사이의 처음이자 마지막 프랑스 럭비 유니언 선수권의 주심이었다.
체육과 스포츠에서 교육 혁신들과 더 큰 관심을 불러 일으키는 그의 시도들은 프랑스에서 작은 열정과 만나졌다. 하지만 그는 자신의 목표를 향하여 지속적으로 일하고 프랑스 스포츠 사회 연합을 창설하였다. 그는 교육 혁신들에서 전혀 더 큰 성공을 달성하지 않았다.

## 올림픽 아이디어의 탄생
쿠베르탱은 스포츠를 흥행하는 데 국제 경연을 마음에 그렸다. 올림피아에서 고고학적 발굴에 의하여 공급된 고대 올림픽 경기에서 자라나는 흥미가 고대의 경기들을 소생하는 계획으로 탄생시켰다. 1892년 파리에서 열린 스포츠 연합 회의에서 쿠베르탱을 공계적으로 계획을 선언하였다. -
"다른 땅들로 우리의 노잡이, 우리의 달리기 선수, 우리의 펜싱 선수들을 수출하자. 그것은 미래의 진실한 자유 교역이고, 평화의 원인을 유럽으로 소개된 날은 새롭고 강한 동맹자를 받을 것이다. 그것은 이제 내가 제안한 또다른 단계에 영감을 주고, 그것에 난 당신들이 지금까지 당신들에게 주신 도움을 다시 연장하라는 요청할 것으로 우리는 함께 올림픽 경기를 소생하는 우리의 근대 생활, 화려하고 자비로운 작업의 조건에 적합한 기초에 깨닫는 노력을 할 것입니다."
쿠베르탱이 이런 아이디어를 제출한 첫 사람이 아니었던 이래 그의 첫 계획은 작은 열정에 영감을 주었다. 그의 전에 박애주의자들 에방겔리스 자파스 (1859년)와 윌리엄 페니 브룩스 (1860년)가 올림픽 같아 보인 것을 결성하려고 했다. 그들은 자신들의 아이디어들을 보급시키는 데 실패하였고, 전혀 많은 관심을 불러 일으키지 않았다. 쿠베르탱은 국제적인 수준으로 자신의 계획을 따르고 상승시키는 데 충분히 연결들을 가지고 지속성이 있던 첫 사람이었다.

## 올림픽의 시작
시초적 회의론에 불구하고, 쿠베르탱은 1894년 6월 23일 소르본 대학교에서 열린 국제 회의에 참석하는데 9개국에서 온 79명의 사절단을 집합시키는 관리를 하였다. 다른이들 중에 참석자들은 벨기에, 영국, 프랑스, 그리스, 이탈리아, 러시아, 스페인, 스웨덴과 미국에서 왔다. 회의는 고대 올림픽을 재설립하는 목적을 가졌다.
회의는 경기를 결성하는 작업과 함께 쿠베르탱이 총서기가 된 국제 올림픽 위원회 (IOC)의 설립으로 이끌었다. 그 일은 또한 첫 근대 올림픽이 그리스의 아테네에서 열리고, 매 4년마다 개최될 것이 결정되기도 하였다. 그리스의 드미트리우스 비켈라스가 IOC의 초대 위원장이 되는 데 선발되었다. 1896년 하계 올림픽은 성공을 증명하였고, 초대 경기 후 비켈라스가 물러날 때 쿠베르탱이 IOC 위원장 직을 차지하였다.
쿠베르탱은 세계 평화가 올림픽 경기를 통하여 흥행될 수 있다고 믿었다. -
"평화는 나은 세계 만의 성과일 수 있고, 나은 세계는 나은 개인적에 의한 자들 만을 데려올 수 있으며, 나은 개인들은 자유 경젱의 주고 받고, 완하하고 타격하고, 변형하고 노력하는 자들 만에 의하여 개발될 수 있다."

## 투쟁
이 시초적 성공에 불구하고, 파리와 세인트루이스에서 각각 열린 1900년과 1904년 올림픽이 둘다 세계 박람회에 의하여 그늘이 지어지고 적은 주목을 받으면서 올림픽 운동은 어려운 시간들을 향하였다. 추가로 영국의 국왕 앞에서 성조기를 내리는 데 미국 팀의 거부 같은 정치적 문제들은 올림픽 정신이 민족주의에 의하여 오염될 두려움을 확신하였다.
이 일은 1906년 중간 올림픽 후에 더 낫게 변경되었고, 올림픽 경기는 세계에서 가장 중요한 스포츠 이벤트가 되는 데 자라났다. 쿠베르탱은 1912년 하계 올림픽을 위하여 근대5종을 창조하였다.
그러나 쿠베르탱은 제1차 세계 대전 중에 참호들에서 죽어가는 젊은이들을 보면서, 올림픽이 세계 평화를 가져올 것이라는 그의 이상에 환멸을 갖게 되었다. 53세의 나이에 프랑스 육군에 복무하는 데 신청마저 하였으나 거절되었다.

## 이후의 생애
전쟁이 끝난 후, 쿠베르탱과 가족 (부인과 2명의 자녀)은 스위스 로잔에 있는 자신들의 새 빌라 몽로프로 이주하였다. 1900년 파리에서 첫 시도보다 더욱 성공적을 증명한 그 도시에서 열린 1924년 하계 올림픽 후에 IOC 위원장으로서 즉시 물러났다.
1936년 그는 노벨 평화상을 위한 수상자 후보였으나 받지 않았다.
1937년 9월 2일 제네바에서 뇌졸중으로 사망할 때까지 IOC의 명예 위원장으로 남아있었다. 그의 심장이 고대 올림피아의 폐허 근처에 있는 기념비에 따로 묻혔어도 그는 IOC 소재지 로잔에 안장되었다.

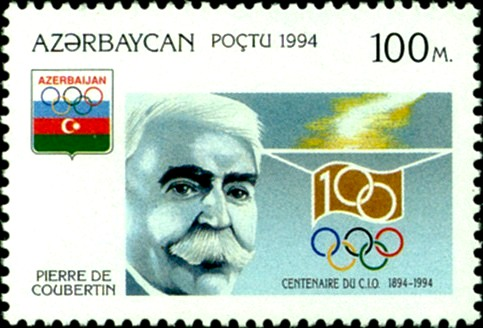
쿠베르탱이 나온 아제르바이잔의 우표 (1994년)

## 영예
쿠베르탱 남작은 근대 올림픽의 아버지로 숙고되었다. 그는 올림픽의 상징 오륜기를 디자인하였다. 그는 또한 아직도 오늘날 쓰이는 개막식과 폐막식을 위한 진행들을 포함한 올림픽 헌장과 프로토콜을 개발하였다.
스포츠맨의 진정한 정신 메달로도 알려진 피에르 드 쿠베르탱 메달은 올림픽에서 스포츠맨의 정신력을 논증한 선수들에게 IOC에 의하여 주어지는 상이다. 피에르 드 쿠베르탱 메달은 금메달보다마저 위대하게 올림픽 선수들이 받을 수 있는 최고에 영예가 되는 데 많은 선수와 관객들, IOC에 의하여 숙고된다.

## 같이 보기
- 피에르 드 쿠베르탱 메달